# ジョネ・ナイカブラ
ジョネ・ナイカブラ（Jone Naikabula、1994年4月12日 - ）は、ジャパンラグビーリーグワン東芝ブレイブルーパス東京に所属しているラグビー選手。

## プロフィール
- 7人制日本代表に選ばれたことがある[1]。
- 7人制高校ニュージーランド代表に選ばれたことがある[2]。

## 略歴
ケルストンボーイズ高校、摂南大学 を卒業。
2018年、東芝ブレイブルーパス(現・東芝ブレイブルーパス東京)に加入。
同年7月にはラグビーワールドカップセブンズ2018の7人制日本代表に選ばれた。
同年8月31日に行われたジャパンラグビートップリーグ第1節のキヤノンイーグルス戦にて先発出場で公式戦初出場を果たす。
2021年秋、日本代表の欧州遠征等のメンバーとして初代表入り を果たすも再招集された翌2022年 まで日本代表としての対外試合出場は無かった。
2023年5月、第10回ラグビーワールドカップに向けた代表スコッドに再度招集される。同年7月の対外試合2戦（オールブラックスXV戦：代表キャップ非対象試合）での先発出場。
同年7月22日、リポビタンDチャレンジカップ2023 サモア代表戦（札幌ドーム）でWTBとして先発出場し 、代表初キャップを獲得。
同年8月、日本代表としてラグビーワールドカップ2023（フランス大会）のメンバーに選出され、日本代表の全4試合に出場した。
2024-25シーズンでは、ジャパンラグビーリーグワンDIVISION1で15トライを挙げ、最多トライゲッターとなる 。

## 受賞歴
- リーグワン2024-25 DIVISION 1 最多トライゲッター：15トライ [11], ベストラインブレイカー:26回 [12], リーグワンベスト15(WTB)。